# Cshö Bjongcshol
Cshö Bjongcshol (hangul: 최병철, handzsa: 崔秉哲, RR: Choi Byeong-cheol; Szöul, 1981. október 24. –) olimpiai és világbajnoki bronzérmes dél-koreai tőrvívó.